# Grimace
Grimace (fl. de mitjans a finals del segle XIV; també Grymace, Grimache o Magister Grimache) va ser un compositor i poeta francès de l'estil ars nova de la música medieval tardana. Pràcticament no se sap res de la vida de Grimace, a part d'informació especulativa basada en les circumstàncies i el contingut de les seves cinc composicions supervivents de formes fixes: tres balades, un virelai i un rondeau. La seva obra més coneguda i interpretada més sovint en temps moderns és el virelai i la proto-bataglia: A l'arme A l'arme.
Es creu que va ser un contemporani més jove de Guillaume de Machaut i que va residir al sud de França. Tres de les seves obres van ser incloses al Còdex Chantilly, que és una font important de música ars subtilior. Tanmateix, juntament amb Pierre des Molins, Jehan Vaillant i Francois Andrieu, Grimace va ser un dels membres de la generació post-Machaut, la música de la qual mostra pocs trets clarament d'ars subtilior, cosa que porta els estudiosos a reconèixer l'obra de Grimace com més propera a l'estil ars nova de Machaut.

## Identitat i carrera
Gairebé no se sap res de la vida de Grimace, tret de l'autoria de cinc obres: tres balades, un virelai i un rondeau, totes elles formes fixes. La identitat de Grimace roman desconeguda i el seu nom monònim és probablement un sobrenom, similar al d'altres compositors del seu temps com Zacar, Trebor i possiblement també Solage. El seu nom està registrat en fonts manuscrites medievals amb múltiples variants, com ara Grimace, Grymace, Grimache i Magister Grimache. Es creu que Grimace era francès o que va ser actiu a les corts del sud de França, ja que dues de les seves balades, Des que buisson i Se Zephyrus/Se Jupiter (una balada doble), i el virelai A l'arme A l'arme,{nota nº 1} estan inclosos al Còdex Chantilly, un manuscrit del segle XIV que conté gairebé exclusivament música secular de compositors francesos. Les similituds amb la música de Guillaume de Machaut (c. 1300-1377), el compositor europeu més important del segle XIV, suggereixen que són contemporanis. La semblança més forta es troba a les obres de Machaut de les dècades de 1360 i 1370, cosa que a més a més afirma que Grimace era un contemporani més jove de Machaut, que va florir a mitjans i finals del segle XIV. El musicòleg Gilbert Reaney va especular que Se Zephyrus/Se Jupiter podria haver estat escrit per a Gastó III, comte de Foix i Joan el Caçador.

## Música
Visió general

El Còdex Chantilly és una font principal de música ars subtilior; tanmateix, s'ha observat que les obres de Grimace no tenen els ritmes complicats que caracteritzen l'estil, sense variacions en el valor de la nota més curta i rarament utilitzen ritmes sincopats. La seva poesia i música, especialment les seves balades, s'assemblen més a les de Machaut, un compositor d'ars nova. Malgrat els seus paral·lelismes, Reaney assenyala que les contribucions de Grimace al Còdex de Chantilly són més avançades que les de Machaut.{n. 2} No obstant això, amb P. des Molins, Jehan Vaillant i Francois Andrieu, Grimace va ser un de la generació "post-Machaut" les peces de la qual conserven prou qualitats d'ars nova per ser separables de les dels compositors d'ars subtilior rítmicament complexos com Johannes Cuvelier i Johannes Susay. El musicòleg alemany Wulf Arlt cita Grimace específicament com una figura de transició de l'estil "Machaut" a l'estil "Post-Machaut"; tots dos anteriors a l'ars subtilior. Això incloïa especialment la continuació de la balada en la mateixa estructura general i estil de Machaut.
En les dues obres a quatre parts de Grimace, A l'arme A l'arme i Des que buisson, cada part superior construeix una relació contrapuntística a partir de la part més baixa (tenor), mentre que el tenor mateix intercanvia aquest paper amb la segona part més baixa (contratenor), generalment quan aquest últim va per sota del tenor. Això passa sovint, ja que el contratenor sol ser més baix, excepte en els finals de seccions importants, similar a obres tardanes de Machaut com Phyton (B39), tot i que com que B39 està en tres parts, el contratenor més baix no pren, allà, cap fonament contrapuntístic.

## Balades

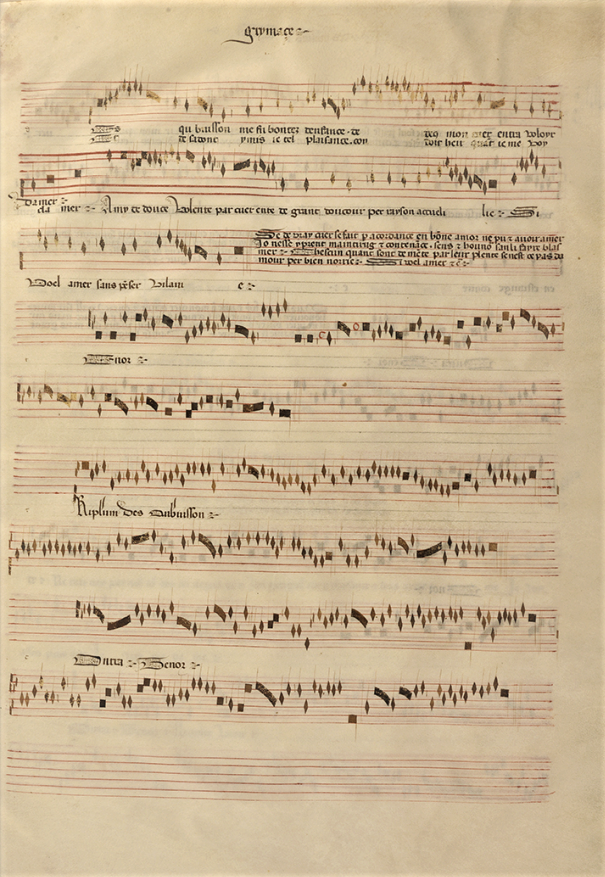
Des que buisson i Se Zephyrus/Se Jupiter, recto 53 del Còdex de Chantilly

La balada de dues parts Dedens mon cuer sobreviu, però està incompleta, i comparteix un text de tornada idèntic amb la balada Passerose de beaute de Trebor. La musicòloga Yolanda Plumley assenyala que Dedens mon cuer també té semblances textuals amb altres ballades "a l'estil Machaut": Roses et lis ay veu en une fleur d'Egidius i l'anònim En mon cuer est un blanc cine pourtrait.
| « | "En mon cuer est un blanc cine pourtrait Qu'Amour y a navre si douce D'un dart d'amours que ma dame i a trait, En la wounde est un rubins d'orient; Al meu cor, Anònim Dedens el meu cor podria ser una imatge Que no hi ha cap home que pugui imaginar La gran bellesa del seu tresdoulz voyage Que Amours volia configurar Agafa el meu cor, Grimace | » |

Una de les dues obres a quatre parts que es conserven, la balada Des que bleue, és notable pel seu ús del hocket al triplum (tercera part) que Günther descriu com quelcom que "és impactant i contribueix al ritme complementari de la peça". Com que Des que Bush vol representar l'arribada de la primavera, la musicòloga Elizabeth Eva Leach explica els ritmes del hocket, així com les terceres descendents i les notes repetides, com a part d'un motiu de cant d'ocells.
A la balada doble Se Zephyrus/Se Jupiter de Grimace, les similituds amb Machaut són especialment evidents, ja que Grimace adopta rimes musicals a les cadències principals. L'obra té les mateixes rimes que la balada doble Quant Theseus/Ne quier de Machaut (B34), amb la qual també comparteix un text de tornada. Malgrat això, Leach assenyala que Quant Theseus/Ne quier està en quatre parts amb dues veus superiors textuals i un contratenor sense text, a diferència de la balada de tres parts Se Zephyrus/Se Jupiter, on només el tenor no té text. Per això, es poden establir similituds tècniques més properes amb la balada doble politextual Je me merveil/J’ay plusieurs fois de Jacob Senleches, i el doble rondó Dame, doucement/Doulz amis de Jehan Vaillant. Els dos textos de Se Zephyrus/Se Jupiter tenen un tema Ubi sunt, que és quan, com ho descriu Leach, "es fan comparacions hiperbòliques entre la dama i/o mecenes i una llista de figures del passat clàssic, bíblic i/o cristià". Altres obres del Còdex de Chantilly són representatives d'això, sovint indicat pel fet que també comença el text amb "Se". Se Zephyrus/Se Jupiter és la segona obra més interpretada de Grimace.{nota 3}

## Virelai
La composició de Grimace més interpretada i coneguda és la seva altra obra a quatre parts, el virelai A l'arme A l'arme,{nota 3} que la musicòloga Ursula Günther descriu com a "única i extremadament interessant", i el musicòloga Willi Apel la caracteritza com una anticipació de la forma battaglia posterior. El musicòloga Jeremy Yudkin amplia això, assenyalant les moltes frases de crit de batalla i fanfàrries que representen la guerra; quelcom que era habitual a la França del segle XIV.{nota 4} L'obra és a quatre parts –dues parts de cantus, un contratenor i un tenor – i les veus de cantus comparteixen text, mentre que les parts de contratenor i tenor imiten les veus superiors tot i no tenir text. Alhora, el contratenor i el tenor tenen la seva pròpia síncopa i interacció rítmica entre si. Yudkin assenyala que la segona secció de l'obra té una "textura més acordal", que porta a una mitja cadència al primer final. A una còpia de la peça del Codex Reina li falta la segona part del cantus, tot i que la musicòloga Virginia Ervin Newes va assenyalar que aquesta versió és notable "ja que té el text afegit al tenor i al contratenor a cada punt d'imitació".

## Rondeau
El rondó a tres parts de Grimace, Je voy ennui, va sobreviure al manuscrit 222 C. 22 de la Biblioteca Municipal d'Estrasburg fins al 1870/1, quan va ser destruït durant la guerra francoprussiana. La música només es coneix ara en una transcripció d'aquesta font cap al 1866 feta pel musicòleg Edmond de Coussemaker; es conserva a Brussel·les, Bibliothèque du Conservatoire Royal de Musique, MS 56286. Je voy ennui té menys contrapunt direccional que les seves altres obres, possiblement a causa d'errors en la transcripció que ara no es poden comprovar.

## Obres dubtoses
Apel va proposar que dos virelais – C’estoit ma douce i Rescoés: Horrible feu d’ardent desir/Rescoés: Le feu de mon loyal servant – són de Grimace basades en similituds estilístiques, la darrera de les quals mostra considerables similituds textuals i musicals amb A l'arme A l'arme. La seva atribució continua sent dubtosa.

### Obres
| Títol                                     | Nombre de veus | Gènere                        | Font del manuscrit: Folios{{refn\|"v" i "r" representen verso i recto respectivament; en els llibres amb llenguatge d'esquerra a dreta, el verso és la pàgina principal mentre que el recto és la pàgina posterior. | Apel | Greene                    |
| ----------------------------------------- | -------------- | ----------------------------- | --- | ---- | ------------------------- |
| Dedens mon cuer                           | 2              |                               | Bern, Burgerbibliothek. Sammlung Bongarsiana, A. 471, f 23v University of Pennsylvania, MS 11 (text only) | A 34 | G Vol 20: 14              |
| Des que buisson                           | 4              | Ballade (forme fixe)          | Còdex Chantilly: 53r San Lorenzo: 146 verso 99 | A 35 | G Vol 19: 86              |
| Se Zephirus/Se Jupiter                    | 3              | (Double) Ballade (forme fixe) | Chantilly Codex: 53 recto | A 36 | G Vol 18: 15              |
| A l’arme/A l’arme/Tru tru                 | 4              | Virelai                       | Chantilly Codex: 55 verso | A 37 | G Vol 19: 91 G Vol 21: 22 |
| A l’arme/A l’arme/Tru tru                 | 3              | Virelai                       | fr: 69v | –    | –                         |
| Je voy ennui                              | 3              | Rondeau                       | [F-Sm 222 C. 22]: 25 recto Arlt 1973 p.41 | –    | –                         |
| Je voy ennui                              | 3              | Rondeau                       | MS 56286: 25r | A 38 | G Vol 22: 5               |
| No es conserva cap altra obra de Grimace. |                |                               | |      |                           |

| Title                                                            | No. of voices | Genre   | Manuscript source: Folios                                                                      | Apel  | Greene       |
| ---------------------------------------------------------------- | ------------- | ------- | ---------------------------------------------------------------------------------------------- | ----- | ------------ |
| C’estoit ma douce nouriture                                      | 3             | Virelai | fr: 64r San Lorenzo: 133v-134r [101v-102r]Munich, Bayerische Staatsbibliothek Clm 29775 vol. 8 | A 186 | G Vol 21: 22 |
| Horrible feu d’ardent desir/Rescoés: Le feu de mon loyal servant | 3             | Virelai | fr: 58r                                                                                        | A 222 | G Vol 21: 57 |

## Edicions
Les obres de Grimace s'inclouen a les col·leccions següents:
- Apel, Willi, ed. (1970). French Secular Compositions of the Fourteenth Century. Corpus mensurabilis musicae. Vol. 1, Composicions atribuïdes. Cambridge: Institut Americà de Musicologia. OCLC 311424615.
- Mudge, Charles Roswell (1972–78). The Pennsylvania Chansonnier: A Critical Edition of Ninety-five Anonymous Ballades from the Fourteenth Century with Introduction, Notes and Glossary. Bloomington: Indiana University Press. OCLC 32768372.
- Greene, Gordon K., ed. (1981–89). French Secular Music. Música polifònica del segle XIV. Vol. 18–22. Mònaco: Éditions de l'Oiseau-Lyre.
- Greene, Gordon K., ed. (1982). Manuscrit Chantilly, Musée Condé 564 Part 1, núm. 1–50. Música polifònica del segle XIV. Vol. 18. Mònaco: Éditions de l'Oiseau-Lyre. OCLC 181660103.
- Greene, Gordon K., ed. (1982). Manuscrit Chantilly, Musée Condé 564 Part 2, núm. 51–100. Música polifònica del segle XIV. Vol. 19. Mònaco: Éditions de l'Oiseau-Lyre. OCLC 181661945.
- Greene, Gordon K., ed. (1982). Balades i cànons. Música polifònica del segle XIV. Vol. 20. Mònaco: Éditions de l'Oiseau-Lyre. OCLC 880124843.
- Greene, Gordon K., ed. (1987). Virelais. Música polifònica del segle XIV. Vol. 21. Mònaco: Éditions de l'Oiseau-Lyre. OCLC 16712618.
- Greene, Gordon K., ed. (1989). Rondeaux i peces miscel·lània. Música polifònica del segle XIV. Vol. 22. Mònaco: Éditions de l'Oiseau-Lyre. OCLC 19540959.

## Revistes i articles
- Wulf, Arlt [en alemany] (1973). "El desenvolupament de la música secular francesa durant el segle XIV". Musica Disciplina. 27: 41–59. JSTOR 20532157.
- Wulf, Arlt [en alemany] (2001). "Machaut [Machau, Machault], Guillaume de". Grove Music Online. Oxford: Oxford University Press. doi:10.1093/gmo/9781561592630.article.51865. ISBN 9781561592630. Arxivat de l'original el 8 d'octubre de 2020. Consultat el 25 d'octubre de 2020. (cal subscripció, accés a Wikilibrary o ser membre d'una biblioteca pública del Regne Unit)
- Günther, Ursula (2001). "Grimace". Grove Music Online. Oxford: Oxford University Press. doi:10.1093/gmo/9781561592630.article.11784. ISBN 978-1-56159-263-0. Arxivat des de l'original el 12 d'octubre de 2020. Recuperat el 14 d'agost de 2020. (cal subscriure's, accés a la Viquibiblioteca o membres de la biblioteca pública del Regne Unit)
- Newes, Virginia Ervin (1977). "Imitació a l'Ars nova i Ars subtilior". Revue belge de Musicologie / Belgisch Tijdschrift voor Muziekwetenschap. 31. Bèlgica: Societe Belge de Musicologie: 38–59. doi:10.2307/3686188. JSTOR 3686188.
- Plumley, Yolanda (2003). «Un 'episodi al sud'? Ars Subtilior i el mecenatge dels prínceps francesos». Early Music History. 22. Cambridge University Press: 103–168. doi:10.1017/S0261127903003036. JSTOR 3874749. S2CID 194113019.
- Reaney, Gilbert (1954). «El manuscrit de Chantilly, Musée Condé 1047». Musica Disciplina. 8: 59–113. JSTOR 20531876.

Internet
- Bloc d'un expert en la matèria Leach, Elizabeth Eva (29 de desembre de 2010). "The composer Grimace". eeleach.blog. Arxivat de l'original el 8 d'agost de 2020.